# Orciano di Pesaro
Orciano di Pesaro – miejscowość i gmina we Włoszech, w regionie Marche, w prowincji Pesaro i Urbino.
Według danych na rok 2004 gminę zamieszkiwało 2268 osób, 98,6 os./km².
1 stycznia 2017 gmina została zlikwidowana.